# My Dinner with Hervé
My Dinner with Hervé é um telefilme de drama norte-americano, escrito e dirigido por Sacha Gervasi. Baseado na história do ator Hervé Villechaize, é estrelado por Peter Dinklage, Jamie Dornan e Andy García. O filme foi estreado em 20 de outubro de 2018, na HBO, e recebeu aclamação da crítica.

## Elenco
- Peter Dinklage como Hervé Villechaize
- Jamie Dornan como Danny Tate
- Andy García como Ricardo Montalbán
- Mireille Enos como Kathy Self
- Oona Chaplin como Katie
- Harriet Walter como Baskin
- David Strathairn como Marty Rothstein
- Daniel Mays como Casey
- Alex Gaumond como André Villechaize
- Félicité Du Jeu como Evelyn Villechaize
- Wallace Langham como Aaron Spelling
- Mark Povinelli como Billy Barty
- Helena Mattsson como Britt Ekland
- Alan Ruck como Stu Chambers
- Michael Elwyn como Gore Vidal
- Ashleigh Brewer como Camille Hagen
- Mark Umbers como Roger Moore
- Robert Curtis Brown como Merv Griffin

## Recepção crítica
No Metacritic, o filme conta com uma nota 68 de 100 pontos, baseada em 10 críticas. No agregador de avaliações Rotten Tomatoes, a obra tem aprovação de 83% com base em 23 avaliações e aprovação média de 7,1 de 10.